# Le Plan Nasser
Le Plan Nasser est le 84e roman de la série SAS, écrit par Gérard de Villiers et publié en octobre 1986 dans la collection Plon (Presses de la Cité). Comme tous les SAS parus au cours des années 1980, le roman a été édité lors de sa publication en France à 100 000 exemplaires.
L'action se déroule courant 1986 à New York.
Malko Linge est chargé d'empêcher la commission d'un attentat à New York.

## Personnages principaux
- Malko Linge : héros du roman, Autrichien, agent contractuel de la CIA.
- Chris Jones et Milton Brabeck : agents spéciaux de la CIA.
- Inge Klein : terroriste allemande.
- Aziz Abdullah : diplomate.
- Charles Lawry : agent de la CIA à New York.
- Samir Haddad : marchand d'armes.
- Carrie Fisher : ancienne maîtresse du colonel Kadhafi.

## Résumé
Joachim Frost, un agent infiltré en Libye, doit revenir en « zone libre » dissimulé dans un cercueil, pour dévoiler un plan d'attentat orchestré par les services du colonel Kadhafi et intitulé « Opération Nasser ». Mais les services secrets libyens ont eu vent de la trahison et de l'exfiltration. L'homme est assassiné lorsque le cercueil arrive à Athènes. 
Malko, le FBI et la CIA sont réunis dans une course contre la montre pour découvrir ce que l'agent avait découvert. Au fil de son enquête, Malko va, par l'intermédiaire d'une jeune idéaliste de gauche et ancienne maîtresse du colonel Kadhafi, Carrie Fisher, découvrir que l'action terroriste est coordonnée par la dangereuse Inge Klein, déjà rencontrée dans une aventure antérieure, et que l'attentat projeté doit avoir lieu à New York, le 4 juillet 1986 (jour de la fête de l'indépendance américaine)...

## Autour du roman
- Le nom de Carrie Fisher est aussi celui d'une actrice (Princesse Leïa Dans Star Wars).